# Freccia del Brabante 2025
La Freccia del Brabante 2025, sessantacinquesima edizione della corsa e valevole come diciottesima prova dell'UCI ProSeries 2025 categoria 1.Pro, si svolse il 18 aprile 2025 per un percorso di 162,6 km, con partenza da Beersel e arrivo a Overijse, in Belgio. La vittoria fu appannaggio del belga Remco Evenepoel, il quale completò il percorso in 3h35'14", alla media di 45,328 km/h, precedendo il connazionale Wout Van Aert e il portoghese António Morgado.
Al traguardo di Overijse 98 ciclisti, dei 136 partiti da Beersel, portarono a termine la competizione.

## Squadre e corridori partecipanti
| N.    | Cod. | Squadra                 |
| ----- | ---- | ----------------------- |
| 1-7   | SOQ  | Soudal Quick-Step       |
| 11-17 | ADC  | Alpecin-Deceuninck      |
| 21-27 | IWA  | Intermarché-Wanty       |
| 31-37 | TBV  | Bahrain Victorious      |
| 41-47 | COF  | Cofidis                 |
| 51-57 | EFE  | EF Education-EasyPost   |
| 61-67 | TVL  | Team Visma-Lease a Bike |
| 71-77 | UAD  | UAE Team Emirates XRG   |
| 81-87 | LOT  | Lotto                   |
| 91-97 | IPT  | Israel-Premier Tech     |

| N.      | Cod. | Squadra                |
| ------- | ---- | ---------------------- |
| 101-107 | TFB  | Team Flanders-Baloise  |
| 111-117 | WB2  | Wagner Bazin WB        |
| 121-127 | Q36  | Q36.5 Pro Cycling Team |
| 131-137 | TUD  | Tudor Pro Cycling Team |
| 141-147 | RKT  | Unibet Tietema Rockets |
| 151-157 | TEN  | TotalEnergies          |
| 161-166 | UXM  | Uno-X Mobility         |
| 171-177 | CJR  | Caja Rural-Seguros RGA |
| 181-187 | EKP  | Equipo Kern Pharma     |
| 191-197 | TNN  | Team Novo Nordisk      |

## Classifica (Top 10)
| Pos. | Corridore        | Squadra    | Tempo    |
| ---- | ---------------- | ---------- | -------- |
| 1    | Remco Evenepoel  | Soudal     | 3h35'14" |
| 2    | Wout Van Aert    | Visma      | s.t.     |
| 3    | António Morgado  | UAE        | a 27"    |
| 4    | Alex Aranburu    | Cofidis    | s.t.     |
| 5    | Eduard Prades    | Caja Rural | s.t.     |
| 6    | Fabio Christen   | Q36.5      | s.t.     |
| 7    | Neilson Powless  | EF         | s.t.     |
| 8    | Thomas Silva     | Caja Rural | s.t.     |
| 9    | Milan Menten     | Lotto      | s.t.     |
| 10   | Tibor Del Grosso | Alpecin    | s.t.     |